# 相模湾
相模湾（さがみわん）は、神奈川県西部にある、太平洋に向けて開けた湾である。海岸部は三浦半島西岸から湘南地方を経て真鶴岬に至る。

## 地理
伊豆半島の石廊崎、伊豆大島、三浦半島の剱崎に囲まれた相模灘（さがみなだ）にあり、そのうち、真鶴岬から三浦半島の城ヶ島以北にかけての海域が相模湾である。ただし、石廊崎、伊豆大島、房総半島の野島崎に囲まれた海域を相模湾とすることもある。
房総半島野島埼 - 伊豆大島南東端 - 伊豆半島沖神子元島 - 御前崎の間に日本の領海基線が設定されている。これより北側にある相模湾・相模灘は、国際海洋法上日本の内水（内海）とみなされている。
東部は、三浦半島の丘陵が海に迫ったリアス式海岸である。岩石海岸および平磯地形で、小河川の河口付近に断続的に小規模な砂浜をみる。中部には、現相模川やその古流路等により形成された砂浜海岸が広がる。大磯町と二宮町には海岸段丘の礫浜がみられる。西部は、酒匂川等によって形成された砂浜海岸である。箱根山の山脚部にあたる部分は溶岩が直接海に至ったため、岩または玉石・砂礫から成る。湾内には、一級河川の相模川、および17の二級河川、14の準用河川が流入している。

### 主な海岸景観
- 城ヶ島の赤羽根崎の岩門・海食崖・波食台
- 逗子市や葉山町、横須賀市佐島沿いの多島海
- 江の島の海成段丘・陸繋砂州、岩屋の海蝕洞
- 湘南地域の砂浜海岸
- 真鶴岬（真鶴半島とも）

## 海底地形
相模湾の中央には、水深1000mを超える相模トラフという大きな海底谷がある。トラフの斜面には、相模海丘、三浦海丘等の海丘群がある。沿岸からは大磯海脚等が細長く張り出し、トラフから陸に向けて多数の小さな海底谷が延びる。
湾の北西、小田原市から西の部分では、海岸から急傾斜で深くなっており、沖合0.5 - 1kmで水深100mに達する。大磯の海脚部より東では、隆起海岸段丘地形となり、段丘は陸上まで続く。水深100m地点は沖合約2 - 3kmにある。この東、相模川の南側延長上には平塚海底谷が存在し、谷の肩部は沖合約2kmで水深100mに達する。これより長者ヶ崎沖合にある葉山海底谷までの間、水深100mの地点は沖合約7 - 8kmにあり、遠浅の地形を見る。三浦半島部分では、沖合約4 - 5kmで水深100mに達する。
相模トラフは、北アメリカプレートとフィリピン海プレートがぶつかっている。湾内を震源とする2回の関東地震（元禄関東地震、大正関東地震（関東大震災））の震源もここである。最深部の水深は約1,600mと、駿河湾の駿河トラフ（最深部：約2,500m）と並んで、日本の沿岸で最も深いトラフの一つである（相模トラフ最深部は、相模湾からは外れた部分にある）。

## 気候と潮流
温暖で雨量の多い海洋性気候である。夏季は高温多湿な南西の風が吹き、冬季は空気が乾燥して晴天が続く。
潮流は上げ潮時に反時計回り、下げ潮時には時計回りに流れており、最強流速は相模湾の東側で1ノット（約0.51m/s）程度である。ただし、黒潮の影響が強まると、この限りではなく変化する。

## 生物相

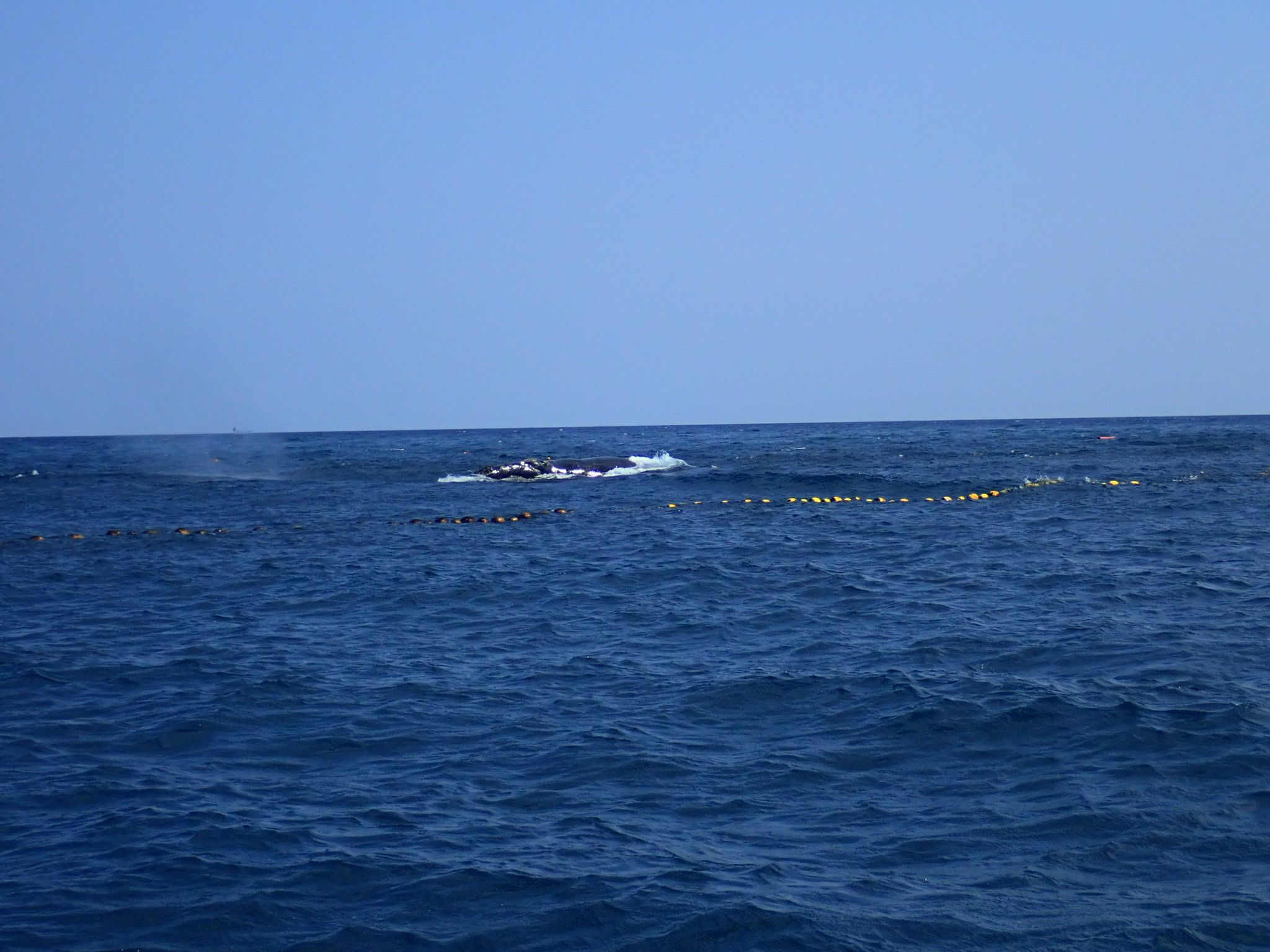
2020年に東伊豆町の北川の定置網に混獲され、翌日に放流されたセミクジラ。相模湾や相模灘では、近年にもセミクジラやコククジラの様な絶滅の危険性が高い種類の死亡事故が発生している。

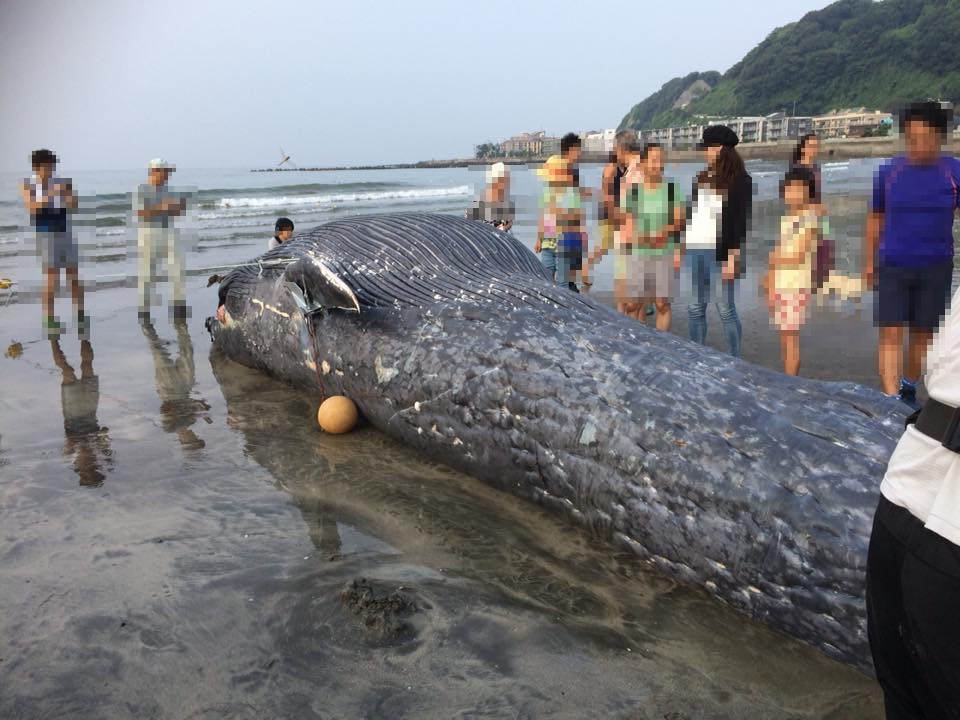
2018年6月に由比ヶ浜に漂着したシロナガスクジラ。アジア系の個体群は壊滅したと思わしく、これは漂着が国内で事実確認された初の事例だった。後述の通り、三浦半島と東京湾は東日本では珍しく組織的な古式捕鯨やアシカ猟が行われていた。

相模湾は、多様な生物が見られることで研究者に知られている。理由は様々あるが、一つは水深が深いためで、沿岸から深海までの生物が生息している。海岸・海底の地形が複雑で、これも生物の多様性につながっている。急な勾配により、ふつうの沿岸では見ることができない深海の生物が浅い所に出てきやすい。相模湾の沖は南から来た黒潮が西から東へと流れており、湾はこの影響下にあるが、その下には北からの親潮が潜り込んでおり、中・深層では北方に分布する種も見られる。
多くが深海に見られるオキナエビスガイが分布し、真鶴町には北限近くに分布する石サンゴ類が、相模川の河口や三浦半島の砂質の干潟にはアカテガニもみられる。
観音崎自然博物館（横須賀市）や筑波大学がそれぞれ調査したところ、ラッパウニやチャイロマルハタといった熱帯・亜熱帯の海洋生物が多くみられるようになっており、黒潮大蛇行などによる移動だけでなく、地球温暖化に伴い相模湾が生息海域の北限・東限に入ってきた可能性が指摘されている。
黒潮と、深海からの栄養素が、多種多様な生態系を作り上げており、貴重な回遊性の生物も多い。その中には、大型のジンベエザメやオニイトマキエイなども含まれ、貴重なウバザメやメガマウスやミツクリザメなども記録されている。
ウミガメも日本列島に分布する5種類の中でヒメウミガメ以外の4種類が確認されており、アカウミガメが最もよく見られる他に、アオウミガメ、タイマイ、オサガメと絶滅危惧種も含めて記録されている。
鯨類も数多く見られ、大型の種類ではマッコウクジラやツチクジラ、小型のイルカ類ではゴンドウクジラ類やハナゴンドウ、ハンドウイルカ、マイルカ、カマイルカなどが頻繁に観察され、貴重なアカボウクジラ科も「ストランディング（座礁）」が多数報告されている。一方で、クジラと船舶との衝突という懸念材料も存在しており、東海汽船などの各運航船は航行時に警戒している。
なお、江戸時代以降、三浦半島ではニホンアシカを対象としたアシカ猟や、対象としていたクジラの種類は不明だが、東京湾・鋸南町やいわき市や金華山と同様に、捕鯨を嫌ったりタブーとする風潮が強かった東日本では珍しく組織的な古式捕鯨が行われていた。しかし乱獲の結果、20年程度で捕獲数が激減したとされている。また、静岡県伊東市の富戸ではイルカ漁が行われ、昭和時代には年間1万頭以上のスジイルカやマダライルカなどが水揚げされたが、捕獲数の減少から現在は散発的にしか行われておらず、近年は不定期ながらホエールウォッチングおよびバードウォッチングが行われている。
しかし、ヒゲクジラ類やウバザメなど、現在では見られる機会が少ない生物種も多いのも事実であり、ニホンアシカは現在では絶滅種に指定されている。上記のイルカ猟の対象種だったスジイルカやマダライルカも、前者は目撃が大きく減少し、後者は1990年代以降は確認されていない。

### 研究史
明治時代初めに来日した御雇外国人の研究者は、相模湾に、東京に比較的近い海棲生物採集の好適地を見いだした。フランツ・ヒルゲンドルフは1877年に江ノ島で「生きている化石」オキナエビスを見つけてこの海域に着目し、ホッスガイ、ウミホタルなどを採集した。同年、エドワード・S・モースは、1か月だけではあるが自称「太平洋地域で最初の動物研究所」（江ノ島臨海実験所）を開設した。
1789年にはルートヴィヒ・デーデルラインが深海をねらった採集を繰り返し、トリノアシなどを採集した。デーデルラインは日本初の動物学実験所の候補地として三崎を推し、これを受けて1886年に三浦半島の相模湾沿岸の三崎に帝国大学臨海実験所が設けられた。これが後の東京大学大学院理学系研究科附属臨海実験所、通称三崎臨海実験所である。
20世紀には昭和天皇が葉山町の葉山御用邸付近で相模湾の海洋生物を採集し、東京・皇居の生物学御研究所で研究した。

## 利用
名所・旧跡や景勝地、温暖な気候や海の幸に恵まれており、沿岸は江戸時代より観光地として栄えた。明治期からは別荘地、避暑地、レクリエーションの地としての利用もなされている。湘南海岸を抱え、釣り、サーフィン、ボードセーリングその他のマリンスポーツが盛んである。
港湾として、葉山港、湘南港、大磯港、真鶴港の地方港湾と、15港の第一種漁港、4港の第二種漁港、2港の第三種漁港（三崎漁港は特定第三種）がある。特定重要港湾、重要港湾は無い。

## 災害
相模湾沖で発生した地震による津波被害が歴史上何度も繰り返されており、古いものでは鎌倉時代の拝殿の流失や、室町時代の鎌倉大仏殿の津波被害が文書に残っている。
大正関東地震（関東大震災）の際には平均6m、痕跡が最大9mの津波による被害が生じ、また、沿岸の地盤が隆起し、二宮で2m、三浦半島で1.4m、小田原で1.2mの隆起が確認されている。
また、台風による高潮で、沿岸の被害や海岸侵食がもたらされている。近年では、平成19年台風第9号や平成29年台風第21号の影響により海岸の地盤がえぐられ、西湘バイパスや国道135号が、擁壁崩落や路面陥没の被害を受けている。この被害は、一帯に見られる砂浜の減少も一因ではないかという見解もある。

## 保全
相模湾一帯の砂浜で、砂浜の減少がみられる。砂の供給元である相模川や酒匂川の多目的ダム群による影響のほか、台風や護岸工事や河口付近の変化、港湾工事等による砂の堆積・流出の変化が原因とされている。各海岸では、ブロック・人工リーフ等による消波等によって養浜が試みられている。

## 隣接する自治体
神奈川県南部の以下の市と町が面している。
- 三浦市
- 横須賀市
- 葉山町
- 逗子市
- 鎌倉市
- 藤沢市
- 茅ヶ崎市
- 平塚市
- 大磯町
- 二宮町
- 小田原市
- 真鶴町
- 湯河原町